# بيدرو كوستا
بيدرو كوستا (بالبرتغالية: Pedro Miguel de Castro Brandão Costa‏) (21 نوفمبر 1981 في البرتغال - ) هو لاعب كرة قدم برتغالي في مركز الدفاع. شارك مع منتخب البرتغال تحت 16 سنة لكرة القدم ومنتخب البرتغال تحت 17 سنة لكرة القدم ومنتخب البرتغال تحت 18 سنة لكرة القدم ومنتخب البرتغال تحت 20 سنة لكرة القدم. أما مع النوادي، فقد لعب مع سبورتينغ براغا ونادي أروكا ونادي أكاديميكا كويمبرا ونادي بوافيشتا ونادي غوندومار ونادي فاماليساو وS.C. Braga B ‏.

## وصلات خارجية
- بيدرو كوستا على موقع قاعدة بيانات كرة القدم.إي يو (الإنجليزية)
- بيدرو كوستا على موقع Soccerway.com (الإنجليزية)
- بيدرو كوستا على موقع AS.com (الإسبانية)